# Петар М. Јовановић
Петар М. Јовановић (Ливеровићи, код Никшића, 12. јул 1917 — Босански Петровац, јануар 1943) био је учесник Народноослободилачке борбе и народни херој Југославије.

## Биографија
Рођен је 1917. године у селу Ливеровићи, код Никшића. Матуру је завршио у Никшићу, а након тога Војну академију југословенске краљевске војске у Београду.
За време Априлског рата, са својом јединицом се борио против немачких снага, уз повлачење од Суботице до Босне где га је затекла капитулација. Након тога се вратио у свој родни крај, где се укључио у припреме за оружани устанак.
Учесник Народноослободилачке борбе је од 1941. године. Током Тринаестојулског устанка учествовао је у нападу на жандармеријску станицу у Миољу. Учествовао је у бици за Пљевља 1. децембра 1941. године. Након битке је био постављен за команданта Жупског батаљона Никшићког одреда.
У марту 1942. био је постављен за команданта Трећег ударног батаљона Никшићког одреда. Током априла је био тешко рањен у борби против четника. Маја 1942. био је постављен за команданта Омладинског црногорског батаљона „Будо Томовић“. Пре преузимања ове дужности, поновно је био тешко рањен у ногу од артиљеријске гранате. Као тежак рањеник, на носилима је прешао пут преко Голије, Волујка, Маглића и Сутјеске.
По избијању на слободну територију пребачен је на лечење у Централну болницу НОВЈ у Босанском Петровцу. Био је изабран за омладинског делегата на Првом конгресу УСАОЈ-а.
Када се опоравио од рана, био је упућен је за наставника Официрске школе Врховног штаба НОВ и ПОЈ у Бихаћу.
Оболео је од тифуса и у бунилу и подсвесном страху да ће пасти у руке непријатеља, починио је самоубиство током Четврте непријатељске офанзиве, јануара 1943. године у Централној болници у Босанском Петровцу.
Указом Президијума Народне скупштине ФНР Југославије 20. децембра 1951. проглашен је за народног хероја.